# Catawba megye
Catawba megye az Amerikai Egyesült Államokban, azon belül Észak-Karolina államban található. Megyeszékhelye Newton, legnagyobb városa Hickory. Lakosainak száma 160 610 fő (2020. április 1.). Catawba megye Alexander, Iredell, Lincoln, Burke és Caldwell megyékkel határos.

## Népesség
A megye népességének változása:
| Lakosok száma | 154 302 | 153 987 | 154 452 | 154 810 | 155 056 | 160 610 |
|               | 2010    | 2011    | 2012    | 2013    | 2015    | 2020    |